# Michael Albrecht (Kameramann)
Michael Albrecht (* 1954 in Casekow, damals Bezirk Frankfurt/Oder, heute Land Brandenburg) ist ein deutscher Kameramann und Fernseh-Intendant. 

## Leben
Albrecht wuchs in Greifswald (heute Mecklenburg-Vorpommern) auf und studierte an der Hochschule für Film und Fernsehen der DDR (heute Filmuniversität Babelsberg Konrad Wolf), die er 1981 als Diplom-Film- und Fernseh-Kameramann abschloss. Im Anschluss daran arbeitete er beim DDR-Fernsehen und später beim DEFA-Dokumentarfilmstudio Berlin.
Er wurde in der DDR in den 1980er Jahren durch zahlreiche Dokumentarfilme bekannt, etwa Berlin – Auguststraße (1980). Nach dem Ende der DDR war er von April 1990 bis November 1991 Intendant des in Auflösung befindlichen Deutschen Fernsehfunks (DFF), vormals Fernsehen der DDR. Von dort wechselte er als Fernsehdirektor zum Ostdeutschen Rundfunk Brandenburg, einer der Nachfolgeeinrichtungen des DFF. Im Herbst 1996 wählte der ORB-Rundfunkrat Volker von der Heydt zu seinem Nachfolger. Danach wurde Albrecht ab November 1996 Koordinator der ARD für das Digitale Fernsehen, bis er 2020 in den Ruhestand ging.

## Filmografie (Auszug)
- 1980: Berlin – Auguststraße (Dokumentarfilm)
- 1988: Stunde der Wahrheit
- 1989: Trio zu viert
- 1991: Sonnenwende